# Maison d'hôte Yodokō

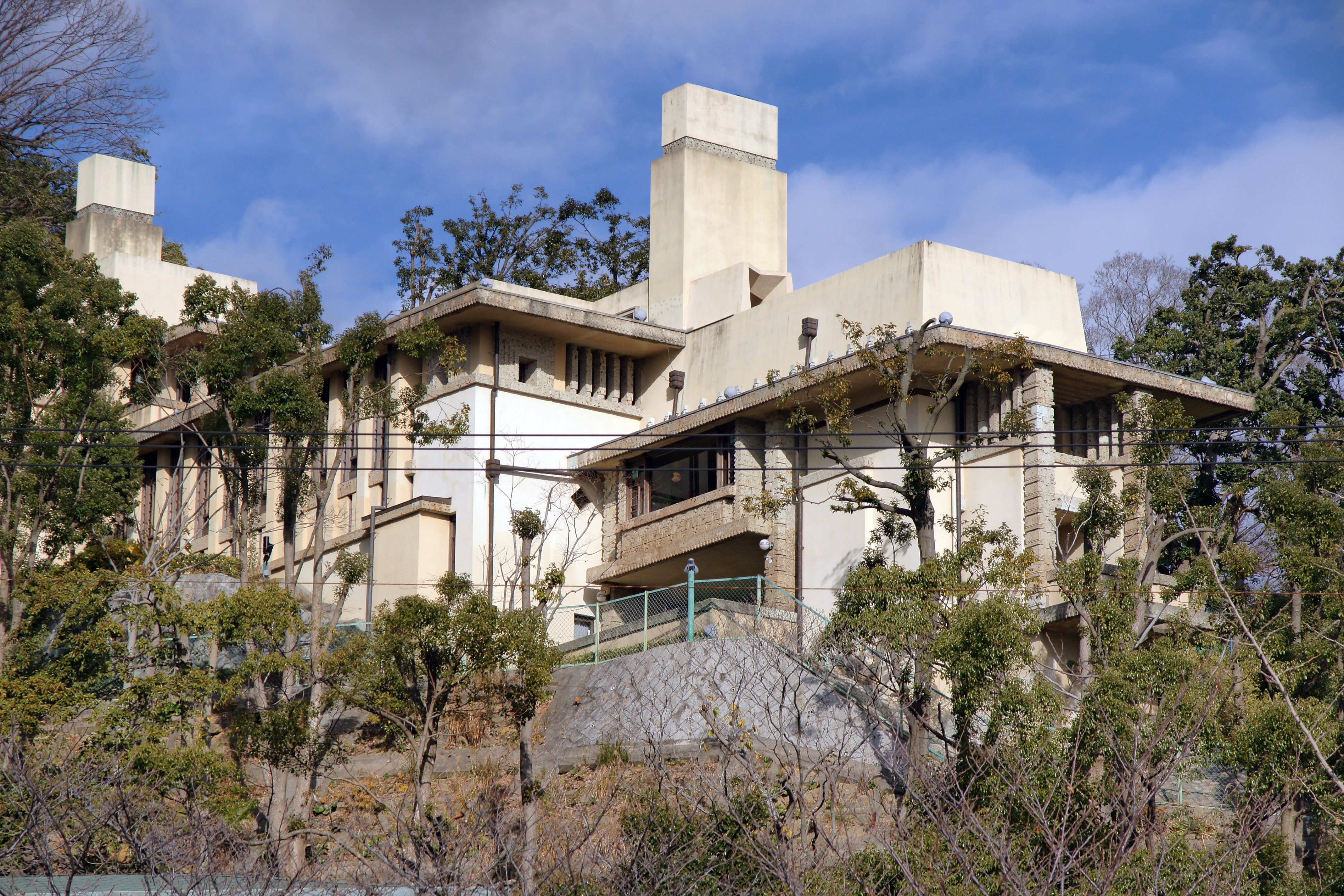
Maison d'hôte Yodokō.

La maison d'hôte Yodokō est construite comme villa d'été pour le fortuné Tazaemon Yamamura, brasseur du saké Sakura-Masamune, et l'unique résidence survivante construite par Frank Lloyd Wright au Japon. Conçue en 1918, la construction de la maison s'achève six ans plus tard.
Située au sommet d'une colline à Ashiya dans la préfecture de Hyōgo au-dessus du port de Kobe dans l'ouest du Japon, la villa démontre le génie de Wright pour la composition spatiale : même si elle a quatre niveaux, aucun ne fait plus de deux étages. En insérant la maison dans la colline, Wright a profité de l'extraordinaire vue sur la baie d'Osaka. L'extérieur évoque les maisons en blocs tissés construites par Wright à Los Angeles mais ses blocs décoratifs sont en pierre d'Ōya et non en béton.
En 1947, la maison devient propriété de la Yodogawa Steel Works, Ltd. qui l'utilise comme résidence officielle du président de la société. C'est le premier bâtiment de l'ère Taishō désigné bien culturel important, et ce en 1974. Il est ouvert au public sous le nom « résidence d'hôte Yodokō » en 1989. Endommagé par le séisme de 1995 de Kobe, le bâtiment est restauré et rouvert depuis.